# Michael Cretu
Michael Cretu (Geburtsname: Mihai Crețu, ausgesprochen „Kretzu“) (* 18. Mai 1957 in Bukarest) ist ein rumänisch-deutscher Musiker und Musikproduzent. Er stand selbst als Künstler auf der Bühne, wirkt jedoch meist als Komponist und Produzent im Hintergrund, unter anderem für Sandra, Peter Cornelius und Enigma.

## Biografie

### Kindheit und Jugend
Schon früh wurde die musikalische Begabung von Michael Cretu entdeckt und gefördert. In Bukarest wurde er zum Konzertpianisten ausgebildet. Cretus Vater ist Rumäne, während seine Mutter einen österreichischen Pass besaß. Als 16-Jähriger durfte er seinen Großvater in Österreich besuchen und nutzte die Gelegenheit, um an der Musikhochschule München die Aufnahmeprüfung zu absolvieren, die er als jüngster Bewerber bestand. Kurz danach übersiedelten seine Eltern nach Deutschland. Er lebte dann in Bukarest mit seiner Großmutter, bis auch ihm die Ausreise als Staatenloser nach Frankfurt genehmigt wurde. 1975 erhielt Cretu die deutsche Staatsbürgerschaft. Direkt im Anschluss an die Ausreise absolvierte er ein Studium an der Musikhochschule Frankfurt.
Noch während seines Studiums wandte sich Cretu von der klassischen Musik ab, entdeckte seine Leidenschaft für elektronisch produzierte Popmusik und tauschte sein Piano gegen Synthesizer ein. Bereits mit Anfang 20 war er erfolgreich als Studiomusiker und als Produzent tätig. Er arbeitete in Offenbach mit Frank Farian (Boney M, Eruption) und Peter Cornelius zusammen.

### Erste Erfolge
1978 veröffentlichte Michael Cretu das erste Album unter seinem eigenen Namen: Moon, Light & Flowers. Die Singleauskopplung „Wild River“ wurde Anfang der achtziger Jahre als Werbemelodie für das Deo „My Melody“ eingesetzt.
1980 erhielt Michael Cretu seine erste goldene Schallplatte. Bereits zu dieser Zeit produzierte er auch andere Künstler und war für diese auch als Autor tätig. Neben Peter Cornelius (dessen 1980er Album Zwei wurde mit den Mitgliedern von Cretus späterer Band Moti Special eingespielt) gehören u. a. Hubert Kah, Nicki, Peter Schilling, Inker & Hamilton, später dann auch Andru Donalds und nicht zuletzt eben Moti Special dazu.
Sein erstes erfolgreiches Album erschien 1983 unter dem Titel Legionäre. Das letzte Album unter seinem eigenen Namen wurde 1985 in deutscher (Die chinesische Mauer) und englischer (The Invisible Man) Version veröffentlicht und enthielt den Song Samurai, mit dem er in Europa großen Erfolg hatte. Die letzte Solo-Single Gambit konnte allerdings nicht an diese Erfolge anknüpfen. In den folgenden Jahren konzentrierte er sich v. a. auf die musikalische Karriere seiner Freundin und späteren Frau Sandra. 1988 folgte unter den Namen Cretu & Thiers das Album Belle Epoque mit seinem Ex-Moti-Special-Partner Manfred „Tissy“ Thiers und 1992 mit Peter Cornelius das Album Cornelius & Cretu. 1999 begann er eine Zusammenarbeit mit Andru Donalds und produzierte mit ihm neben zwei Alben den Hit All out of Love, eine Coverversion des gleichnamigen Titels von Air Supply aus den 1980er Jahren.

### Moti Special
Nachdem er zu den Erfolgen diverser Bands und Solo-Künstler wie beispielsweise Boney M (seit Rivers of Babylon) oder Juliane Werding (Album Ohne Angst) beigetragen hatte, veröffentlichte Cretu 1985 mit der Gruppe Moti Special das Album Motivation, an dem er als Keyboarder und Produzent beteiligt war. Die Single-Auskopplungen Cold Days, Hot Nights, Don't Be So Shy und Stop! Girls Go Crazy waren bekannte Hits. Sänger der Band war Manfred „Tissy“ Thiers, mit dem Cretu 1987 dann das Projekt „Cretu & Thiers“ gründete.

### Sandra
Schon 1982 hatte Cretu seine spätere Frau Sandra Lauer als Mitglied des Teenie-Girl-Trios Arabesque kennengelernt. Die beiden verliebten sich und wurden ein Paar. 1984 versuchte Sandra sich mit einer deutschen Version von Alphavilles Big in Japan (zum zweiten Mal nach einer Single 1976) als Solo-Künstlerin. Trotz des ausbleibenden Erfolges übernahm Cretu das Kommando und produzierte mit Sandra und dem als Hubert Kah bekannten Sänger und Komponisten Hubert Kemmler den Song Maria Magdalena sowie das dazugehörige Album The Long Play. Das Lied wurde in 21 Ländern Nummer eins und verkaufte sich weltweit über fünf Millionen Mal. Viele weitere Hits folgten, immer mit Cretu als Produzenten, meist in Zusammenarbeit mit Kemmler und den beiden anderen Mitgliedern des Trios Hubert Kah, Markus Löhr und Klaus Hirschburger als Komponisten.
Von 1988 bis 2008 waren Sandra und Michael Cretu verheiratet. Gemeinsam mit ihren beiden Kindern lebten sie auf einem Anwesen nahe Santa Agnès de Corona auf Ibiza.
Bis heute verkaufte Michael Cretu mit Sandra weltweit 32 Millionen Tonträger.

### Cretu & Thiers
Unter dem Namen Cretu & Thiers hatte Cretu mit Manfred „Tissy“ Thiers, der ebenfalls zur Synthie-Pop-Band Moti Special gehörte, in den späten 1980er Jahren ein Duoprojekt. Nach einer Coverversion des im Original von Alice Cooper stammenden Titels School's Out nahmen Cretu und Thiers 1987 das Album Belle Epoque auf, aus dem die Singles When love is the missing word und Don’t say you love me ausgekoppelt wurden. Das Stück Mona Lisa war musikalisch identisch mit dem Stück Silver Water aus dem Album The Invisible Man, jedoch mit neuem Text von Thiers gesungen. Das Remake des Songs Snowin’ under my skin wurde dann später der Titelsong zum gleichnamigen Album von Andru Donalds, das Michael Cretu für diesen 1999 produzierte.

### Produzent
Außer für Sandra war Michael Cretu für verschiedene andere Pop-Künstler als Produzent tätig, u. a. für Hubert Kah, Peter Schilling, Peter Cornelius und Inker & Hamilton. 1993 produzierte er zusammen mit Jens Gad das Album Welcome To The Soul Asylum des Münchner Musikers Angel X (bürgerlich: Andreas Harde). 1999 und 2001 nahm er mit dem Jamaikaner Andru Donalds zwei Alben auf. Mit dem Coverhit All Out of Love erreichten sie Platz drei der deutschen Charts. 2007 erschien das von ihm produzierte Album der ehemaligen Sängerin der britischen Gruppe Olive, Ruth-Ann (eine der weiblichen Lead-Stimmen bei diversen Enigma-Songs).

### Musikalisches Neuland / Enigma
Gegen Ende der 1980er Jahre gingen Cretu die Ideen aus und er fühlte sich in seinen musikalischen Gefilden zunehmend unwohl. Nach der Trennung von seinem langjährigen musikalischen Weggefährten Hubert Kemmler suchte er nach etwas völlig Neuem und fand es schließlich zu Beginn der 1990er Jahre im Projekt Enigma. Das erste Album MCMXC a.D. (als römische Zahl zu lesen: „1990 anno Domini“) erschien 1990 in Europa und 1991 in den USA und wurde schon nach kurzer Zeit zum weltweiten Riesenerfolg. MCMXC a.D. wurde die Nummer 1 in 24 verschiedenen Ländern, holte 17-mal Platin und 25-mal Gold. Enigma diente als Wegbereiter für viele andere Interpreten, die Cretu auf den Pfad der meditativen, religiös angehauchten Ambient-Musik folgten.
Aus dem Album erschien die Single Sadeness (ein Wortspiel aus dem englischen sadness und dem Namen Marquis de Sade), die ein großer Hit wurde. Die darin verwendeten Anleihen an den gregorianischen Gesang wurden danach vielfach nachgeahmt. Auch das Original, der Mönchsgesang in der Tradition des Gregorianischen Chorals, gelangte infolge des Enigma-Hits zu großer Popularität, während diese Art der Musik zuvor nahezu unverkäuflich gewesen war.
Das Stück erregte Aufsehen wegen einer kurzen, „zugegeben sehr plakativen“ (Cretu in einer Talkshow) Passage, in der heftiges Atmen einer Frau zu hören ist, was als Lustgestöhne interpretiert werden konnte.
Der Erfolg von MCMXC a.D. stellte sich ein, ohne dass der Urheber bekannt war. Erst später wurde bekannt, dass Cretu der kreative Kopf hinter dem Projekt war. Nach Cretus Angaben (in einem ARD-Fernsehinterview 1994) wäre es ihm lieber gewesen, wenn nicht bekannt geworden wäre, dass Enigma sein Projekt ist. Leute, die neben ihm an der Produktion des ersten Albums beteiligt waren, hätten diese Information schließlich weitergegeben, so Cretu. Auf dem ersten Album verwendete er das Pseudonym „Curly MC“. Curly bedeutet im Englischen „lockig“ (dahinter verbirgt sich ein Wortspiel mit rumänischem Hintergrund: „creț“ heißt auf Rumänisch kraus / gelockt). MC schließlich sind seine Initialen und zudem das Kürzel für „Master of Ceremonies“, eine Bezeichnung, die viele Rapper zu dieser Zeit verwendeten (MC Hammer, Ice MC, MC Miker G). Auf späteren Alben tauchte dann auch sein voller Name als Produzent auf. Nach Angaben Universal Musics verkaufte Cretu mit Enigma bis 2016 weltweit über 70 Millionen Tonträger.
Zudem betrat er im Jahr 2010 noch einmal Neuland, als er es den Enigma-Fans ermöglichte, an der Entstehung eines neuen Songs mitzuwirken. Für das Lied, das zum 20-jährigen Bestehen von Enigma erschien, konnten Fans selbstgesungene Passagen einsenden, über den musikalischen Stil des Songs entscheiden und Vorschläge für ein Cover entwerfen. Michael Cretu mixte und produzierte daraus den Song MMX (The Social Song).
Michael Cretu lebt in München.

## Diskografie
Alben
- 1979: Moon, Light & Flowers
- 1983: Legionnaires/Legionäre
- 1985: The Invisible Man/Die chinesische Mauer (1986 als Zweitauflage mit dem Titel Gambit erschienen)
- 1988: Belle epoque (Cretu & Thiers)
- 1992: Cornelius + Cretu (Cornelius + Cretu)

## Auszeichnungen für Musikverkäufe
| Goldene Schallplatte - Hongkong - 1981: für das Album Moon, Light & Flowers |

| Land/RegionAuszeichnungen für Musikverkäufe (Land/Region, Auszeichnungen, Verkäufe, Quellen) | Gold  | Platin | Verkäufe | Quellen    |
| -------------------------------------------------------------------------------------------- | ----- | ------ | -------- | ---------- |
| Hongkong (IFPI/HKRIA)                                                                        | Gold1 | —      | 10.000   | ifpihk.org |
| Insgesamt                                                                                    | Gold1 | —      |          |            |

## Auszeichnungen
RSH-Gold
- 1992: in der Kategorie „Produzent des Jahres“